# Michael Dinner
Michael Dinner (5 giugno 1953) è un regista e produttore televisivo statunitense.

## Filmografia

### Regista

#### Cinema
- Catholic Boys (Heaven Help Us) (1985)
- Un poliziotto fuori di testa (Off Beat) (1986)
- Don, un cavallo per amico (Hot to Trot) (1988)
- I soliti amici (The Crew) (2000)

#### Televisione
- American Playhouse – serie TV, episodi 2x2 (1983)
- Men – serie TV, episodi 1x5 (1989)
- CBS Summer Playhouse – serie TV, episodi 3x7 (1989)
- Blue Jeans (The Wonder Years) – serie TV, 20 episodi (1989-1993)
- Tribeca – serie TV, episodi 1x1 (1993)
- Rise and Walk: The Dennis Byrd Story – film TV (1994)
- Ti voglio bene, papà (Thicker Than Blood: The Larry McLinden Story) – film TV (1994)
- Per amore della legge (Sweet Justice) – serie TV, episodi 1x1 (1994)
- Chicago Hope – serie TV, 6 episodi (1994-1996)
- Ultime dal cielo (Early Edition) – serie TV, episodi 1x1-1x2-1x14 (1996-1997)
- Dellaventura – serie TV, episodi 1x2-1x4 (1997)
- Fantasy Island – serie TV, episodi 1x01-1x02 (1998)
- The $treet – serie TV, episodi 1x1-1x2 (2000)
- Corsairs – film TV (2002)
- Mister Sterling – serie TV, episodi 1x2 (2003)
- Karen Sisco – serie TV, episodi 1x1-1x3 (2003)
- North Shore – serie TV, episodi 1x1 (2004)
- DeMarco Affairs – film TV (2004)
- Invasion – serie TV, episodi 1x3 (2005)
- Grey's Anatomy – serie TV, episodi 2x9 (2005)
- Laws of Chance – serie TV (2006)
- Kidnapped – serie TV, episodi 1x1-1x2 (2006)
- Bionic Woman – serie TV, episodi 1x01 (2007)
- Sons of Anarchy – serie TV, episodi 1x1 (2008)
- Danny Fricke – film TV (2008)
- The Beast – serie TV, episodi 1x1-1x2 (2009)
- Law & Order - I due volti della giustizia (Law & Order) – serie TV, episodi 18x2-20x3 (2008-2009)
- The Line – film TV (2010)
- La terra dei fuorilegge (Outlaw Country), co-regia di Adam Arkin – film TV (2012)
- The Mob Doctor – serie TV, episodi 1x1-1x2-1x4 (2012)
- Masters of Sex – serie TV, episodi 1x2-1x12-2x7 (2013-2014)
- Wild Blue – film TV (2014)
- Clementine – film TV (2014)
- Justified – serie TV, 8 episodi (2010-2015)
- The Blacklist – serie TV, episodi 3x22 (2016)
- The Get Down – serie TV, episodi 1x5 (2016)
- Philip K. Dick's Electric Dreams (Electric Dreams) – serie TV, episodi 1x7 (2018)
- Sneaky Pete – serie TV, episodi 1x2-1x10-2x10 (2017-2018)
- Blood & Treasure – serie TV, episodi 1x1 (2019)
- Unbelievable, regia di Susannah Grant e Lisa Cholodenko – miniserie TV (2019)
- L.A. Confidential – film TV (2019)
- Manhunt – serie TV, 4 episodi (2020)
- Storie incredibili (Amazing Stories) – serie TV, episodi 1x4 (2020)
- Mayans M.C. – serie TV, episodi 3x1-3x2 (2021)
- Justified: City Primeval – miniserie TV (2023)
- Silo – serie TV, episodi 2x01-2x02-2x03 (2024)